# Leucaltidae
Leucaltidae é uma família de esponjas marinhas da ordem Clathrinida.

## Gêneros
- Ascandra Haeckel, 1872
- Heteropegma Poléjaeff, 1884
- Leucaltis Haeckel, 1872
- Leucettusa Haeckel, 1872
- Leuclathrina Borojevic e Boury-Esnault, 1987